# 田中重弥
田中 重弥（たなか しげや、1908年（明治41年）3月30日 - 1993年（平成5年）2月25日）は、日本の出版実業家、俳人、衆議院議員（2世議員）。雅号は茂哉（しげや）。田中弥助の長男。

## 経歴
長野県長野市に生まれる。1926年（大正15年）旧制長野商業学校卒業。父業を継いで第一法規出版社長となる。1950年（昭和25年）、全法令を網羅した『現行法規総覧』全100巻を出版して行政関係者必備の書との声価を得て、1953年（昭和28年）から日本の古今の全裁判例を網羅した『判例体系』全300巻を刊行した。さらに一般書籍まで出版を広げ、美術書「光悦」、歴史書「日本政治裁判史録」は毎日出版文化賞特別賞受賞。
1946年（昭和21年）の第22回衆議院議員総選挙に出馬し初当選。1951年（昭和26年）には衆議院電気通信委員長に就任し、電信電話公社法の制定を推進、テレビ放送の7メガサイクル（NHK）・6メガサイクル（民放）の調整役を果たした。その他、長野県経営者協会会長、日本ユネスコ協会国内委員、日本電話協会副会長、長野県印刷業協会理事長、全日本印刷工協会副会長、長野県観光開発審議会会長、長野放送取締役などを歴任した。1970年（昭和45年）藍綬褒章、1978年（昭和53年）勲二等瑞宝章受勲。
俳人としては句集『土を恋ふ』や『朴の花』がある。